# Темеринска бања
Темеринска бања је локалитет са термоминералним извором у Темерину, насељу у Војводини, који иако није бања у правом смислу те речи, може се сматрати једним од потенцијалних локалитети за развој бањског туризма у Војводини и Србији. Први термоминерални извор у Темерину откривен је 1907. године и данас се користи у модерним кадама. Сличног састава и минерализацију има и бунар поред Олимпијског базена и спортске хале, чија се вода користи за топли отворени термоминерални базен (температура око 37 °C), са дубине од 690 метара. Ове базене користе грађани Новог Сада, Жабља, Кисача, Петровца и свих околних темеринских насеља.

## Положај
Темеринска бања се налази на територија општине Темерина у јужном делу Панонске низије између 45° и 21' и 45° и 30' северне географске ширине. 

## Историја
Историјске предиспозиције за развој Темерина коа бањског места орви пут су уочене 1907. године када је активиран први извор термоминералне воде. Од 1915. године термоминерална вода је коришћена за бањско лечење, на иницијативу власник бунара са лековитом водом  температуре 27 °C и минерализација 2.669 гр/л Гриша Андраш, којни је те године у својој кући, у главној улици у Темерину, отворио лековито купатило, у коме су се термоминералне воде користиле за купање и пиће.
Када је купатилонационализовано 1950. године од стране државе објекат купатила прешло је у власништво комуналног  предузеће „Јединство“ из Темерина под називом Јодно купатило, а од 1955. године под називом Народно купатило, у оквиру кога је  активиран идруги извор термоминералне воде.
Будући да су ове воде присутне и на дубини 200-1.000 метара у центру Темерина, Нафтагас из Новог Сада је у току 1968. године израдио истражну бушотину дубоку 2.004,5 метара.
Купатило је 1978. године престало са радом након што је Секретаријат за унутрашње послове затваро купатило, на предлог  Одељења за заштиту од пожара због дотрајалости и опасности од пожара, због метана садржаног у  води.
На инсистирање житеља Темерина и околине 1983. године  почињу радови на обнови лековитог купатила:
- месним самодоприносом обновљен је  постојећи објекат и изграђен анекс,
- основана је здравствена јединица у оквиру Дома здравља за  физикалну терапију у циљу рехабилитације и лечења болести  термоминералном водом и сличним методама,
- изграђен је отворени базен  са термоминералном водом.

## Географија

### Термоминерални извори
Термоминералне воде су утврђене у Темерину још 1914. године када је почело и њихово коришћење. Тада је у југоисточном делу насеља избушен бунар дубине 417 m. Овај бунар просеца квартарне и палудинске седименте и даје воду температуре 27 целзијусових степени. Количина воде је износила 397 литара у минути, а касније је нешто смањена. Од минерала у води се налази Na (g/l) 0,708, K (g/l) 0,002,  Ca (g/l),  Mg (g/l) 0.033 , Fe (g/l) 0.0001,   HCO3 (g/l) 1.512, CL (g/l) 0.337, F (g/l) 0.00035 , Br (g/l) 0.00005, J (g/l) 0.00005, HPO4 (g/l) 0.00037, SiO 2(g/l) 0.025, Li (g/l) 0.025, Sr (mg/l) 1.0
Хемијску анализу је 1979. године извршио Институт за физику Универзитета у Новом Саду и утврдио слабо-алкалну реакцију (рН- 7,8), укупну минерализацију 2,669 грама по литру, карактеристични јони су натријум (0,708), хидрокарбонат (1,512) и хлор (0,337). Од лековитих састојака утврђено је присуство јода, брома, флуора, литијума и стронцијума.
Анализе су утврдиле и садржај угљендиоксида у води. Присутан је био и метан који се након издвајања користио за загревање воде и просторија.
Термоминерални извор користи се и данас у савременом кадском купатилу. Сличан састав и минерализацију има и бушотина крај олимпијског базена и спортске хале чија вода се користи за топли отворени термоминерални базен (температура око 37 целзијусових степени), са дубине од 690 метара.

### Клима
Овај део Војводине у просеку има 2.080 часова сунца сваке године. Загревање и топлотних услови земљишта и ваздуха, као и друга климатске карактеристике, зависе од инсолације.
Клима је континентална. Доминантан ветар је кошава која се јавља најчешће у зимској половини године, док је у летњој половини најзаступљенији северозападни ветар. Месеци са највећим бројем ветровитих дана су фебруар, март и април док су најмирнији периоди од јуна до септембра.
| Клима Темерина                                   | Клима Темерина | Клима Темерина | Клима Темерина | Клима Темерина | Клима Темерина | Клима Темерина | Клима Темерина | Клима Темерина | Клима Темерина | Клима Темерина | Клима Темерина | Клима Темерина | Клима Темерина |
| Показатељ \ Месец                                | .Јан.          | .Феб.          | .Мар.          | .Апр.          | .Мај.          | .Јун.          | .Јул.          | .Авг.          | .Сеп.          | .Окт.          | .Нов.          | .Дец.          | .Год.          |
| ------------------------------------------------ | -------------- | -------------- | -------------- | -------------- | -------------- | -------------- | -------------- | -------------- | -------------- | -------------- | -------------- | -------------- | -------------- |
| Средњи максимум, °C (°F)                         | 2,5 (36,5)     | 5,7 (42,3)     | 11,5 (52,7)    | 17,2 (63)      | 22,5 (72,5)    | 25,2 (77,4)    | 27,2 (81)      | 27,2 (81)      | 23,7 (74,7)    | 18,0 (64,4)    | 10,3 (50,5)    | 4,5 (40,1)     | 16,3 (61,3)    |
| Средњи минимум, °C (°F)                          | −4,4 (24,1)    | −2,3 (27,9)    | 1,2 (34,2)     | 5,8 (42,4)     | 10,6 (51,1)    | 13,6 (56,5)    | 14,7 (58,5)    | 14,2 (57,6)    | 11,2 (52,2)    | 6,3 (43,3)     | 2,2 (36)       | −1,9 (28,6)    | 5,9 (42,6)     |
| Количина падавина, mm (in)                       | 38 (15)        | 35 (13,8)      | 41 (16,1)      | 47 (18,5)      | 57 (22,4)      | 82 (32,3)      | 61 (24)        | 55 (21,7)      | 36 (14,2)      | 35 (13,8)      | 46 (18,1)      | 44 (17,3)      | 577 (227,2)    |
| Извор: Републички хидрометеоролошки завод Србије |                |                |                |                |                |                |                |                |                |                |                |                |                |

## Медицински и други садржаји
Од медицинских саржаја Темеринска бања поседује:
- Дом здравља, поред градског парка, са 148 запослених, од чега 12 лекара специјалиста, 24 лекара општег смера ординације, 8 стоматолога и 65 медицинских сестара.
- Посебно одељење физијатрије поред "Старе бушотине" (површине 162 m², које има 1 лекара  специјалисту, 1 лекара на специјализацији, 4 медицинске сестре. У овом одељењу се спроводе третмани термоминералном водом, електротерапија,  парафинотерапија
- Пет соба са по две  каде за ширу јавност којима управља комунално предузеће из Темерина.

Поред лековитог својства геотермалне воде, посетиоцима базенског комплекса на располагању су и многи рекреативни садржаји, уз обавезну употребу термоминералних вода (школа пливања, усавршавање техника пливања, аква фитнес, рехабилитација спортских повреда).

## Лековита својства термалних вода
Термална вода која се црпи са 600 m дубине,температуре је на изворишту износи 37 °C, садржи минерале и јодна и сумпорна једињењима по чијем садржају се сврстава се у ред лековитих и балнеолошки благотворних вода.
Вода са ових извора показала се ефикасном у лечењу:
- хроничног реуматизма и друга реуматска стања у фази мировања,
- стања после прелома и повреда локомоторног апарата,
- стања после операција на коштано-зглобном систему.
- болести периферног и централног нервног система одраслих и деце (мултипла склероза, дечија парализа и сличне болести)
- дегенеративних обољења,
- кожних обољења,
- рана, које под њеним дејством брзо зарастају.

Вода није за пиће.